# Parish
Parish [ˈpærɪʃ] (engl.; zu Deutsch etwa „Pfarrei, Kirchspiel, Parochie“) ist, ähnlich den Landkreisen oder Gemeinden in Deutschland, eine Verwaltungseinheit in englischsprachigen Ländern und findet sich dort als Namensbestandteil von Gebietsbezeichnungen. Die wörtliche Übersetzung lautet Gemeinde, aber auch Pfarrgemeinde; daher wird in administrativem Zusammenhang auch der Begriff civil parish verwendet, unter anderem im Vereinigten Königreich und dem US-Bundesstaat Louisiana, der als einziger Bundesstaat Parishes statt der in den übrigen US-Bundesstaaten üblichen Countys bzw. Boroughs (in Alaska) benutzt.

## Länder mit Parishes als Verwaltungseinheit
Die folgende (nicht vollständige Liste) nennt einige Länder, die unter anderem in Parishes als Verwaltungseinheiten unterteilt sind:
- Antigua und Barbuda
- Australien (dort Katastraleinheiten)
- Barbados
- Bermuda
- Dominica
- Grenada
- Guernsey
- Isle of Man: Die parishes sind Untergliederungen der sheadings.
- Jamaika
- Jersey
- Kanada
- der Bundesstaat Louisiana in den Vereinigten Staaten
- Montserrat
- Republik Irland
- St. Kitts und Nevis
- St. Vincent und die Grenadinen
- die zu Trinidad und Tobago gehörige Insel Tobago
- Uganda
- Venezuela: Die parroquias sind Untergliederungen der municipios.
- Vereinigtes Königreich